# Шозо Цугитани
Шозо Цугитани (јап. 継谷 昌三; 25. јун 1940 — 2. јун 1978) био је јапански фудбалер.

## Каријера
Током каријере је играо за Мицубиши.

## Репрезентација
За репрезентацију Јапана дебитовао је 1961. године. Учествовао је и на олимпијским играма 1964. За тај тим је одиграо 12 утакмица и постигао 4 гола.

## Статистика
| Јапан  | Јапан   | Јапан  |
| Година | Наступи | Голови |
| ------ | ------- | ------ |
| 1961.  | 2       | 0      |
| 1962.  | 2       | 0      |
| 1963.  | 5       | 4      |
| 1964.  | 1       | 0      |
| 1965.  | 2       | 0      |
| Укупно | 12      | 4      |